# Thieux, Oise
Thieux är en kommun i departementet Oise i regionen Hauts-de-France i norra Frankrike. Kommunen ligger i kantonen Froissy som tillhör arrondissementet Clermont. År 2022 hade Thieux 439 invånare.

## Befolkningsutveckling
Antalet invånare i kommunen Thieux
| Referens: INSEE |